# رابرت جی دیویس
رابرت جی دیویس (انگلیسی: Robert G. Davies؛ زادهٔ) بازیکن فوتبال است.
از باشگاه‌هایی که در آن بازی کرده‌است می‌توان به باشگاه فوتبال استوک سیتی، باشگاه فوتبال تورکی یونایتد، و باشگاه فوتبال پورت ویل اشاره کرد.